# Mario & Luigi: Partners in Time
Mario & Luigi: Partners in Time er et rollespil udviklet af AlphaDream og udgivet af Nintendo til Nintendo DS. Spillet blev udgivet i Nordamerika november 2005, i Japan december 2005 og i Europa januar 2006. Det er det andet spil i 
Mario & Luigi-serien og er efterfølgeren til Mario & Luigi: Superstar Saga til Game Boy Advance. Spillet blev efterfulgt af Mario & Luigi: Bowser's Inside Story, som blev udgivet i 2009. Partners in Time blev senere genudgivet til Wii Us Virtual Console-tjeneste i 2015.
Historien følger Mario, Baby Mario, Luigi og Baby Luigi, som rejser frem og tilbage i tid, mens de søger efter Princess Peach, der er blevet bortført af rumvæsner kendt som Shroobs. Spilmekanikkerne fokuserer på samarbejdet mellem kvartetten, som skal bruge deres specifikke kvaliteter og færdigheder til at løse gåder for at komme videre, og har flere rollespilelementer. Spillet er betydeligt mørkere i tone end dets forgænger, især i sit plot og dets temaer.